# OSCAR (protokół komunikacyjny)
OSCAR (ang. Open System for Communication in Realtime) – sztandarowy protokół firmy AOL do komunikacji błyskawicznej i przesyłania informacji o obecności. Obecnie OSCAR jest używany w dwóch systemach komunikacji: ICQ i AIM.
Mimo swojej nazwy, udostępnienia biblioteki ułatwiającej tworzenie komunikatorów z nim współpracujących i opublikowania 5 marca 2008 dokumentacji protokołu, jest to protokół własnościowy.